# Coșuleni (okręg Botoszany)
Coșuleni – wieś w Rumunii, w okręgu Botoszany, w gminie Bălușeni. W 2011 roku liczyła 213 mieszkańców.